# Golfo di Galeria
Il golfo di Galeria (in corso golfu di Galeria) è un golfo del Mediterraneo situato lungo la costa occidentale della Corsica; bagna la parte settentrionale del litorale del Parco naturale regionale della Corsica.

## Descrizione
Il golfo di Galeria è compreso tra la Punta di Ciuttone a nord e la Punta di Stollu a sud, entrambe ricadenti nel territorio del comune di Galeria.
Le sue rive ricoperte dalla macchia mediterranea sono caratterizzate da coste rocciose e falesie e castellate da piccoli isolotti, affioramenti rocciosi e scogliere situati da una parte e dall'altra delle due spiagge principali del golfo:
- la grande spiaggia di ciottoli che si estende tra il mare e Riciniccia, il sito naturalistico alla foce del Fango;

- la spiaggia della marina di galeria, posizionata a est del suo porto, dove il ruscello costiero chiamato Tavulaghiu incontra il mare.

Quanto al paese di Galeria, esso è adagiato ad ovest della spiaggia della marina, con il suo porticciolo ben protetto dai venti di sud-ovest e ovest dominanti grazie alla Punta Muvrareccia (407 metri).

## Galleria d'immagini

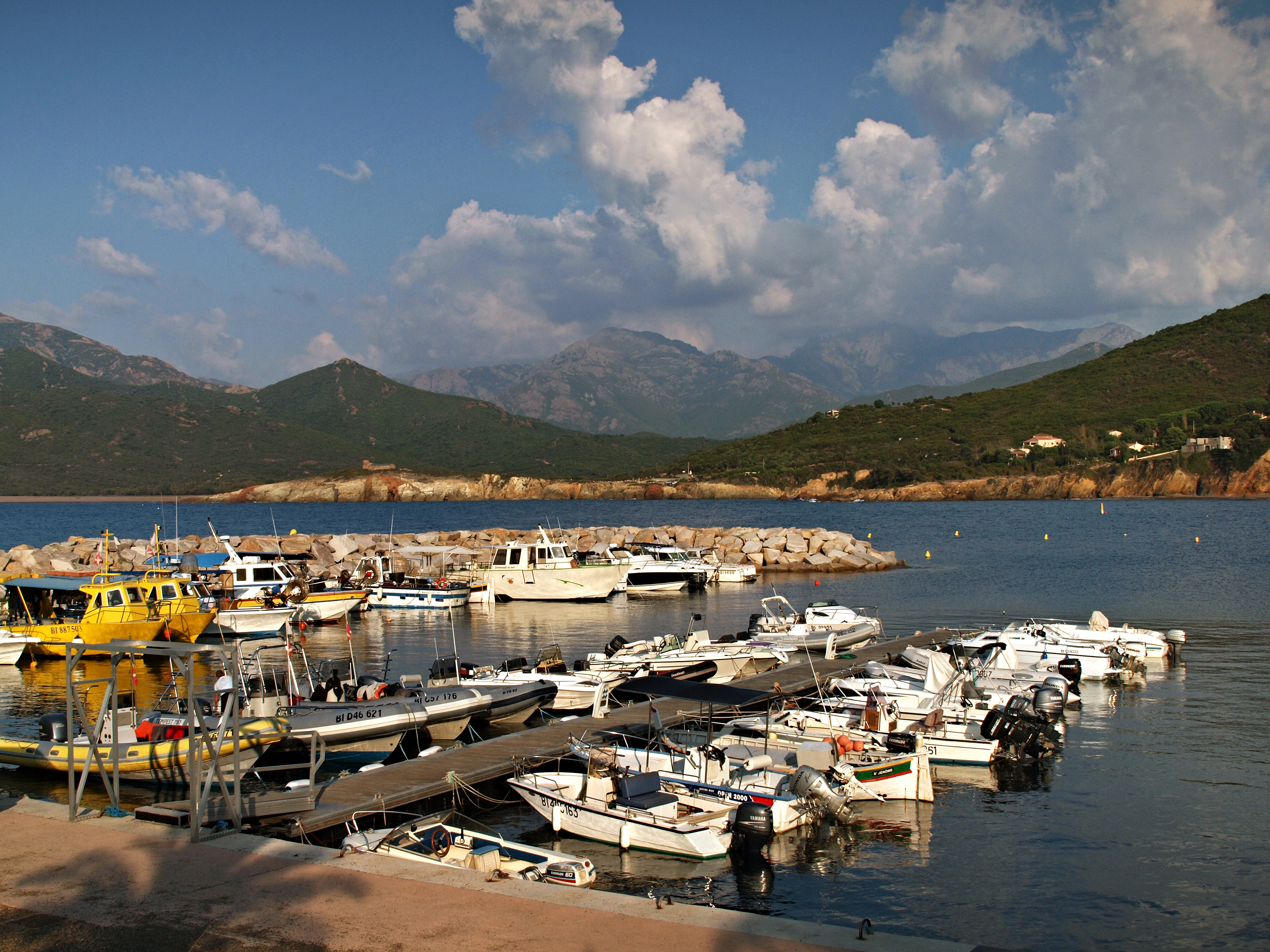
Il porto di Galeria
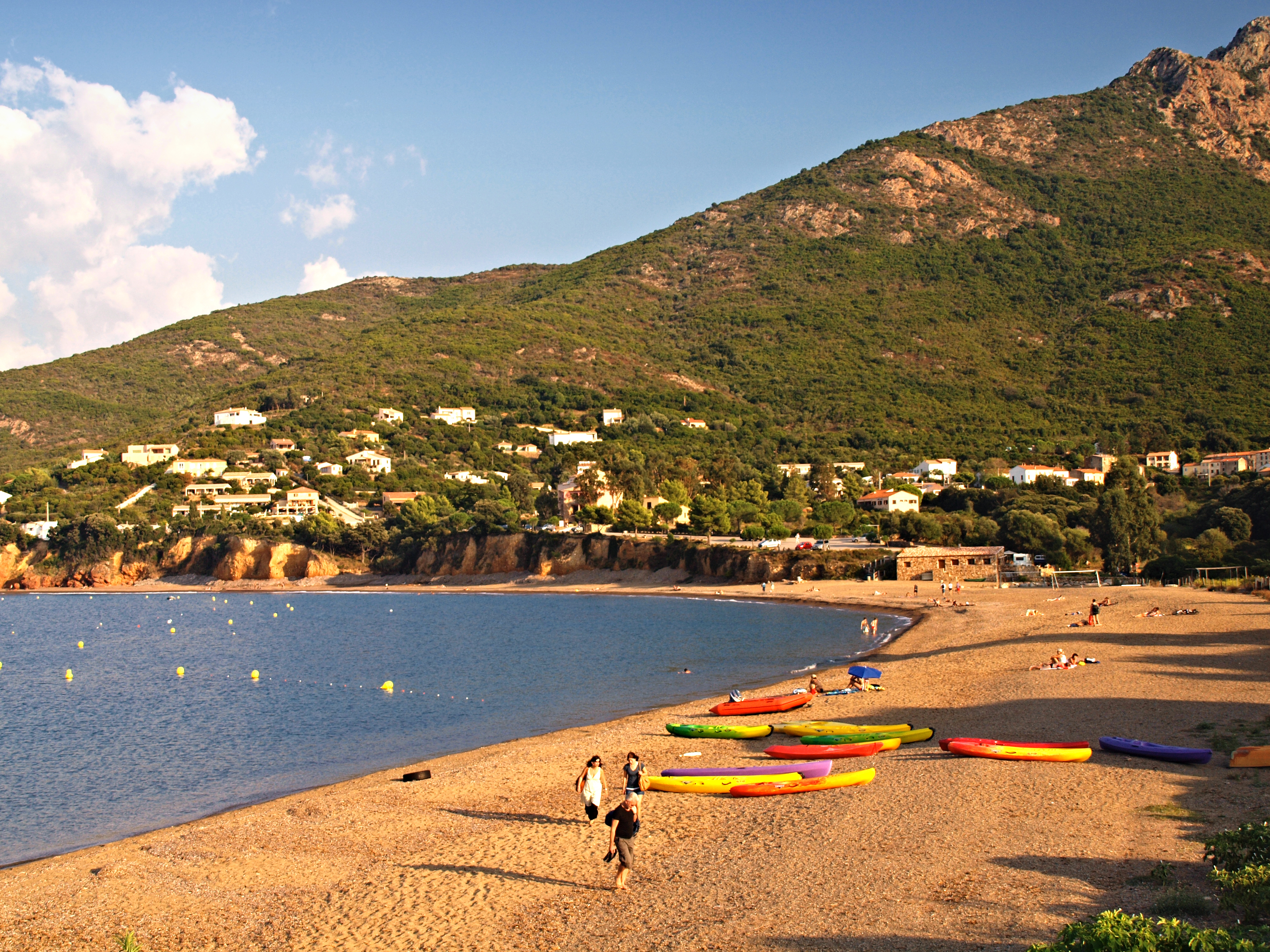
La spiaggia della marina
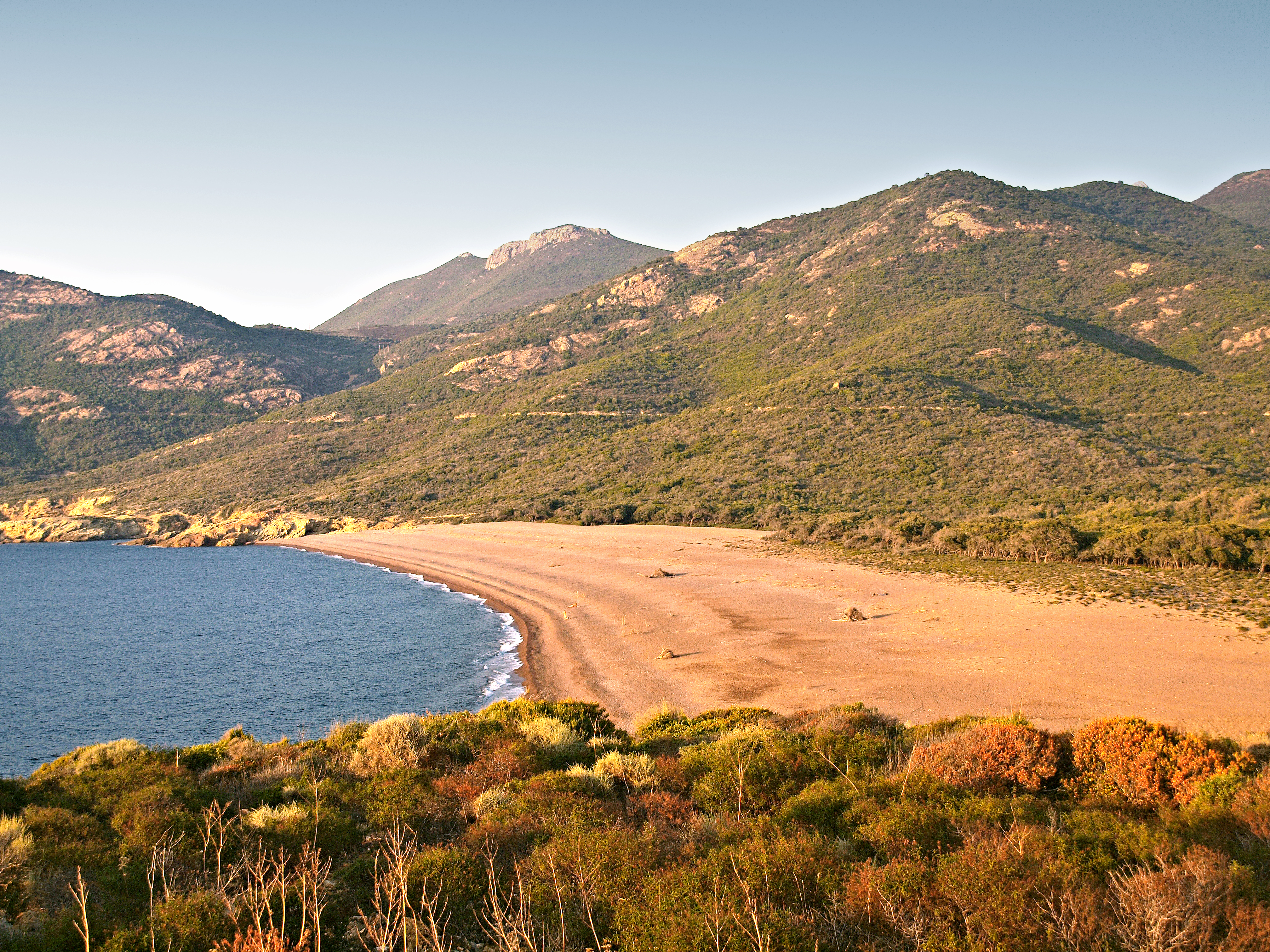
La spiaggia del Fango
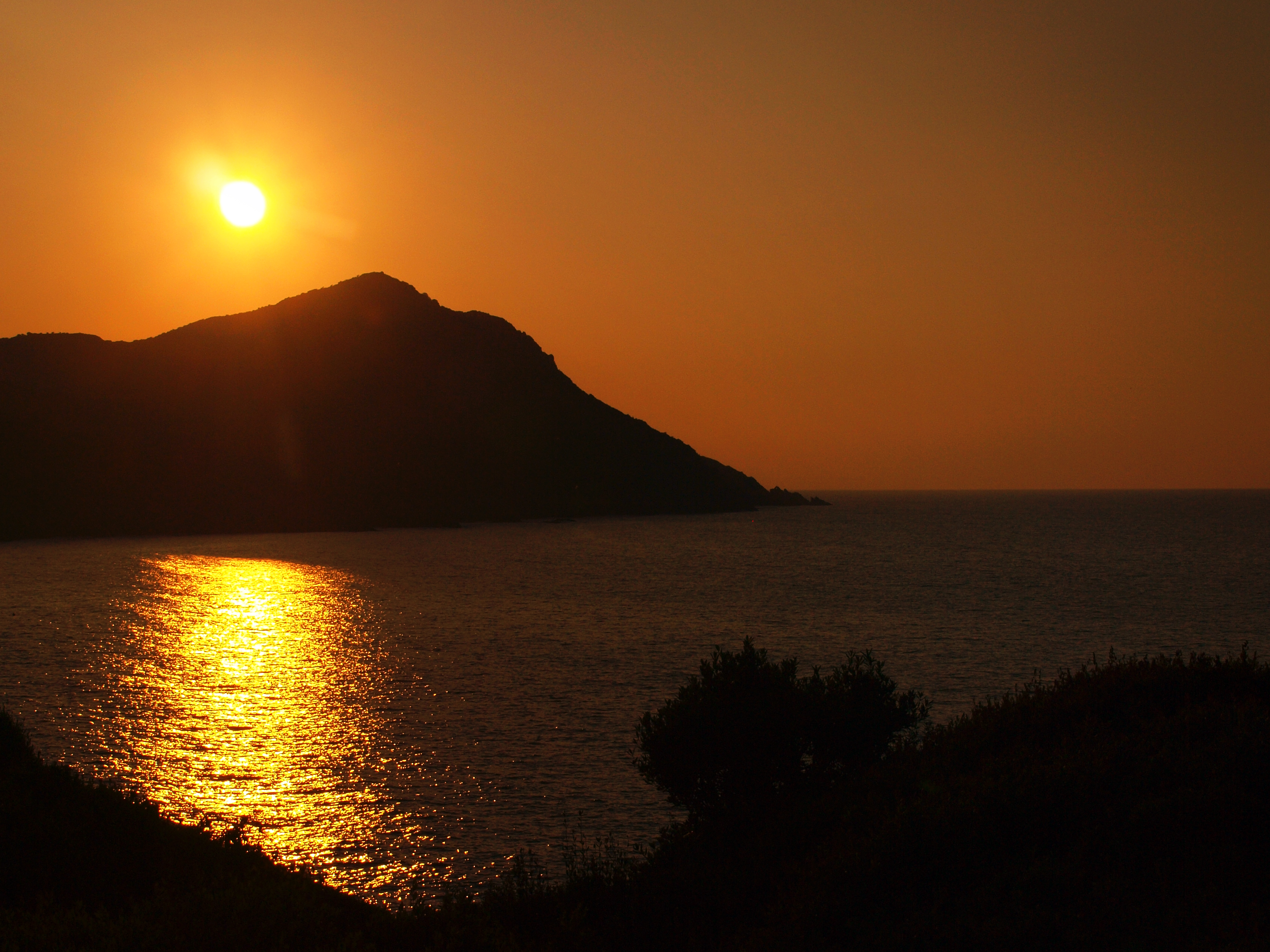
La Punta di Stollu